# Liste der Monuments historiques in Waziers
Die Liste der Monuments historiques in Waziers führt die Monuments historiques in der französischen Gemeinde Waziers auf.

## Liste der Bauwerke
| Bezeichnung                   | Beschreibung                                     | Standort                                      | Kennzeichnung | Schutzstatus | Datum | Bild           |
| ----------------------------- | ------------------------------------------------ | --------------------------------------------- | ------------- | ------------ | ----- | -------------- |
| Kulturzentrum Henri Martel    | Erbaut 1928                                      | Rue de la Gaillette (Lage)                    | PA59000157    | Inscrit      | 2009  | weitere Bilder |
| Kirche Notre-Dame des mineurs | Erbaut von 1924 bis 1930                         | Rue Lucien-Moreau; Place de l’Eglise (Lage)   | PA59000159    | Classé       | 2010  | weitere Bilder |
| Schulzentrum                  | Erbaut in der ersten Hälfte des 20. Jahrhunderts | Rue Paul-Éluard 3 et 15, rue Lavoisier (Lage) | PA59000158    | Inscrit      | 2009  | weitere Bilder |
| Pfarrhaus                     |                                                  | Rue Lucien-Moreau (Lage)                      | PA59000170    | Inscrit      | 2010  | weitere Bilder |